# George Clooney
George Timothy Clooney (født 6. maj 1961 i Lexington, Kentucky) er en amerikansk skuespiller, filminstruktør, producer og manuskriptforfatter. Clooney er kendt for sine hovedroller på skærmen i både blockbuster- og uafhængige film og har modtaget adskillige anerkendelser, herunder to Oscars, en BAFTA-pris og fire Golden Globe-priser samt nomineringer til tre Primetime Emmy-priser og en Tony-pris. Hans hædersbevisninger inkluderer Cecil B. DeMille-prisen i 2015, den æresmæssige César i 2017, AFI Life Achievement Award i 2018 og Kennedy Center Honor i 2022.
Clooneys gennembrud kom i rollen som Dr. Doug Ross i NBC's dramaserie Skadestuen (1994–1999), for hvilken han modtog to Primetime Emmy Award-nomineringer. Han etablerede sig som filmstjerne med roller i From Dusk till Dawn (1996), Out of Sight (1998), Three Kings (1999), O Brother, Where Art Thou? (2000) og Ocean's-filmserien (2001–2007). Han vandt en Oscar for bedste mandlige birolle for sin rolle som CIA-officer i filmen Syriana (2005). Han blev nomineret til en Oscar for bedste mandlige hovedrolle for sine roller i Michael Clayton (2007), Up in the Air (2009) og The Descendants (2011). Han har også medvirket i Burn After Reading (2008), Den fantastiske Hr. Ræv (2009), Gravity (2013) og Hail, Caesar! (2016).
Clooney har instrueret ni spillefilm, herunder spionfilmen Confessions of a Dangerous Mind (2002), det historiske drama Good Night, and Good Luck (2005), det politiske drama Kamæleonen (2011) og krigsfilmen Monumenternes mænd (2014). Han modtog en Oscar for bedste film for at være medproducer på den politiske thriller Argo (2012).
Clooney blev hvert år fra 2006 til 2009 optaget på Times årlige Time 100-liste, der identificerer de mest indflydelsesrige personer i verden. Han er også kendt for sin politiske og økonomiske aktivisme og har siden 2008 fungeret som en af FN's fredsbudbringere. Fra 1989 til 1993 var han gift med skuespilleren Talia Balsam. Siden 2014 har han været gift med menneskerettighedsadvokaten Amal Clooney, som han har to børn med.

## Filmografi

### Skuespiller
| År   | Titel                              | Rolle                    | Noter          |
| ---- | ---------------------------------- | ------------------------ | -------------- |
| 1983 | Grizzly II: Revenge                | Ron                      |                |
| 1986 | Combat Academy                     | Cadet Major Biff Woods   |                |
| 1987 | Return to Horror High              | Oliver                   |                |
| 1988 | Return of the Killer Tomatoes      | Matt Stevens             |                |
| 1989 | Red Surf                           | Remar                    |                |
| 1992 | Unbecoming Age                     | Mac                      |                |
| 1993 | The Harvest                        | Lip Syncing Transvestite | Gæsteoptræden  |
| 1996 | From Dusk till Dawn                | Seth Gecko               |                |
| 1996 | One Fine Day                       | Jack Taylor              |                |
| 1997 | Batman & Robin                     | Bruce Wayne/Batman       |                |
| 1997 | The Peacemaker                     | Lt. Col. Thomas Devoe    |                |
| 1998 | The Thin Red Line                  | Captain Charles Bosche   |                |
| 1998 | Out of Sight                       | Jack Foley               |                |
| 1998 | Waiting for Woody                  | Sig selv                 | Kortfilm       |
| 1999 | Three Kings                        | Archie Gates             |                |
| 1999 | The Book That Wrote Itself         | Sig selv                 | Gæsteoptræden  |
| 1999 | South Park: Bigger, Longer & Uncut | Dr. Horatio Gauche       | Stemme         |
| 2000 | The Perfect Storm                  | Captain Billy Tyne       |                |
| 2000 | O Brother, Where Art Thou?         | Ulysses Everett McGill   |                |
| 2001 | Ocean's Eleven                     | Danny Ocean              |                |
| 2001 | Spy Kids                           | Diego Devlin             |                |
| 2002 | Confessions of a Dangerous Mind    | Jim Byrd                 |                |
| 2002 | Solaris                            | Chris Kelvin             |                |
| 2002 | Welcome to Collinwood              | Jerzy                    |                |
| 2003 | Spy Kids 3-D: Game Over            | President Diego Devlin   |                |
| 2003 | Intolerable Cruelty                | Miles Massey             |                |
| 2004 | Ocean's Twelve                     | Danny Ocean              |                |
| 2005 | Good Night, and Good Luck          | Fred Friendly            |                |
| 2005 | Syriana                            | Bob Barnes               |                |
| 2006 | The Good German                    | Jake Geismer             |                |
| 2007 | Michael Clayton                    | Michael Clayton          |                |
| 2007 | Ocean's Thirteen                   | Danny Ocean              |                |
| 2007 | Sand and Sorrow                    | Fortæller                | Dokumentarfilm |
| 2007 | Darfur Now                         | Sig selv                 | Dokumentarfilm |
| 2008 | Leatherheads                       | Jimmy "Dodge" Connelly   |                |
| 2008 | Burn After Reading                 | Harry Pfarrer            |                |
| 2009 | Fantastic Mr. Fox                  | Mr. Fox                  | Stemme         |
| 2009 | The Men Who Stare at Goats         | Lyn Cassady              |                |
| 2009 | Up in the Air                      | Ryan Bingham             |                |
| 2010 | The American                       | Jack / Edward            |                |
| 2011 | The Ides of March                  | Governor Mike Morris     |                |
| 2011 | The Descendants                    | Matthew "Matt" King      |                |
| 2013 | Gravity                            | Matthew "Matt" Kowalski  |                |
| 2014 | The Monuments Men                  | Frank Stokes             |                |
| 2014 | Annie                              | Sig selv                 | Gæsteoptræden  |
| 2015 | Tomorrowland                       | Frank Walker             |                |
| 2016 | Hail, Caesar!                      | Baird Whitlock           |                |
| 2016 | Money Monster                      | Lee Gates                |                |
| 2020 | The Midnight Sky                   | Augustine Lofthouse      |                |
| 2022 | Ticket to Paradise                 | David Cotton             |                |
| 2023 | The Flash                          | Bruce Wayne              | Gæsteoptræden  |
| 2024 | Wolves                             | Margaret's Man           |                |

### Instruktør
- The Monuments Men (2013)
- Kamæleonen (original titel: The Ides of March) (2011)
- Leatherheads (2008)
- Good Night, and Good Luck (2005)
- Unscripted (2005)
- Confessions of a Dangerous Mind (2002)

### Producent
Listen ufuldstændig
- Michael Clayton (2006)
- Garland Bunting Project (2005)
- Tishomingo Blues (2005)
- PU-239 (2006)
- A Scanner Darkly (2006)
- Rumor Has It (2005)
- Syriana (2005)
- The Jacket (2005)
- Unscripted (2005)
- The Big Empty (2005)